# Sultanat d'Égypte
1914–1922
Entités précédentes :
- Khédivat d'Égypte

Entités suivantes :
- Royaume d'Égypte

Le protectorat britannique sur l'Égypte ou sultanat d'Égypte est le nom donné au régime de protectorat imposé par le Royaume-Uni à l'Égypte de 1914 à 1922 durant l'occupation britannique de l'Égypte (1882-1954).

## Histoire
Pour des articles plus généraux, voir Égypte sous les Alaouites et Campagne d'Afrique du Nord (Première Guerre mondiale).
Au début de la Première Guerre mondiale, pour contrer l'Empire ottoman, le Royaume-Uni impose son protectorat le 19 décembre 1914 à l'Égypte (qu'ils supervisaient depuis 1882) en déposant le khédive Abbas II Hilmi pour le remplacer par son oncle le sultan Hussein Kamal, et se font représenter par un haut commissaire. Les Ottomans envoient en janvier 1915 une armée de 80 000 hommes contre l'armée Britannique en espérant la battre et ainsi reprendre en main l'Égypte, mais elle est défaite par les Britanniques le 3 février 1915 à Toussoun près du canal de Suez.
En mars 1919, après l'arrestation et l'exil de trois dirigeants du Wafd (parti nationaliste égyptien réclamant l'indépendance) dont Sad Zaghlul, de graves troubles secouent l'Égypte causant un millier de morts égyptiens et trente du côté britannique. Le maréchal Allenby, nommé haut-commissaire en Égypte le 25 mars, ordonne alors le retour des trois exilés pour ramener le calme.